# 木下大輔
木下大輔（日语：／ Kinoshita Daisuke，1974年2月9日—）是一位日本天文學家，現在台灣國立中央大學天文研究所任教，是小行星、彗星等太陽系小天體的專家。

## 生平
木下大輔於1974年生於日本東京都杉並區。父親是大學經濟學教授，他是家中的長子，另有一弟。1998年獲得東北大學物理學士、2000年獲得東京理科大學物理碩士、2003年獲得綜合研究大學院大學天文學博士。獲得博士學位後前往台灣進入國立中央大學天文研究所擔任博士後研究員。2006年2月成為該研究所教授至今。

## 研究
木下大輔的研究是小行星、彗星、柯伊伯带天體等太陽系小天體觀測。並參與阿塔卡玛大型毫米波天线阵、台美掩星計畫等觀測計畫。
2005年木下大輔在鹿林天文台觀測時發現小行星231051，是鹿林天文台發現的第二顆小行星。
2011年木下大輔參與製作天文相機成功，該相機 NCUcam-1 是台灣首次自行研製的天文相機。

## 榮譽
- 小行星23888[3]

## 其他
木下大輔除了母語日語以外，能說相當流利的漢語普通話、英語、以及能用西班牙語。

## 外部連結
- 木下大輔個人履歷[永久]
- 中央大學天文研究所介紹木下大輔
- 綜合研究大學院大學訪問木下大輔
- 我的天文研究/訪木下大輔 中大天文所的近畿小子 （页面存档备份，存于）